# Lycosa rufimanoides
Lycosa rufimanoides là một loài nhện trong họ Lycosidae.
Loài này thuộc chi Lycosa. Lycosa rufimanoides được Embrik Strand miêu tả năm 1908.